# Nusinersen
Nusinersen es un medicamento que se emplea en el tratamiento de la atrofia muscular espinal. Es conocido también como BIIB 058, IONIS-SMNRx, ISIS-396443, ISIS-SMNRx y se vende con el nombre comercial de Spinraza. La atrofia muscular espinal (AME) o enfermedad de la neurona motora infantil, es una enfermedad de etiología genética que se manifiesta por debilidad muscular causada por lesiones de las neuronas motoras del asta anterior de la médula espinal y las neuronas motoras inferiores del tallo encefálico.

## Indicaciones
El tratamiento con nusinersen está indicado en los casos de atrofia muscular espinal, enfermedad autosómica recesiva debida a una mutación en el gen SMN1, que afecta a 1 cada 10.000 nacimientos.

## Vía de administración
Se administra directamente en el líquido cefalorraquídeo mediante inyección intratecal.

## Mecanismo de acción

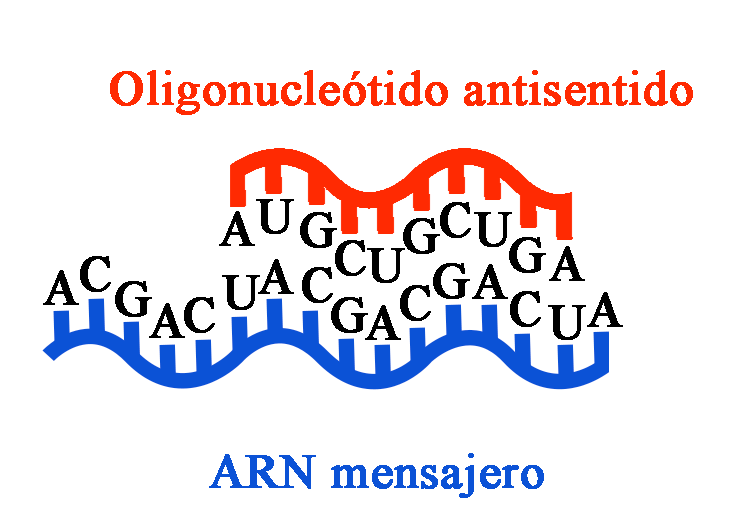
Esquema de un oligonucleótido antisentido unido al ARN mensajero.

El principio activo del nusinersen es un oligonucleótido antisentido que aumenta la cantidad de
proteína SMN completa producida por el gen SMN2, mejorando de esta forma la supervivencia de las neuronas que está reducida en los pacientes afectados.

## Efectos secundarios
Se han descrito diferentes efectos secundarios. Los más frecuentes están relacionados con complicaciones de la punción lumbar necesaria para su administración.
También se ha observado disminución del número de plaquetas en sangre (trombocitopenia), toxicidad sobre el riñón y trastornos de la coagulación de la sangre con tendencia a la hemorragia.

## Historia
El uso de nusinersen fue aprobado por la FDA de Estados Unidos en diciembre de 2016 y por la Agencia Europea de Medicamentos en mayo de 2017, siendo el primer medicamento aprobado para el tratamiento de la atrofia muscular espinal.

## Forma comercial y costo
La principal forma comercial para nusinersen es Spinraza, de laboratorios Biogen.
Su precio en los Estados Unidos es de US$125,000 por inyección, por lo que él tratamiento puede alcanzar un costo de US$750,000 el primer año y de US$375,000 al año después de eso, lo que, según el The New York Times, convierte al nusinersen en "uno de los medicamentos más costosos del mundo.